# روبر موینه
روبر موینه (فرانسوی: Robert Mouynet‎؛ زادهٔ ۲۵ مارس ۱۹۳۰) بازیکن فوتبال اهل فرانسه بود.
از باشگاه‌هایی که در آن بازی کرده‌است می‌توان به باشگاه فوتبال کن، باشگاه فوتبال المپیک لیون، باشگاه فوتبال تولوز اشاره کرد.